# スレム

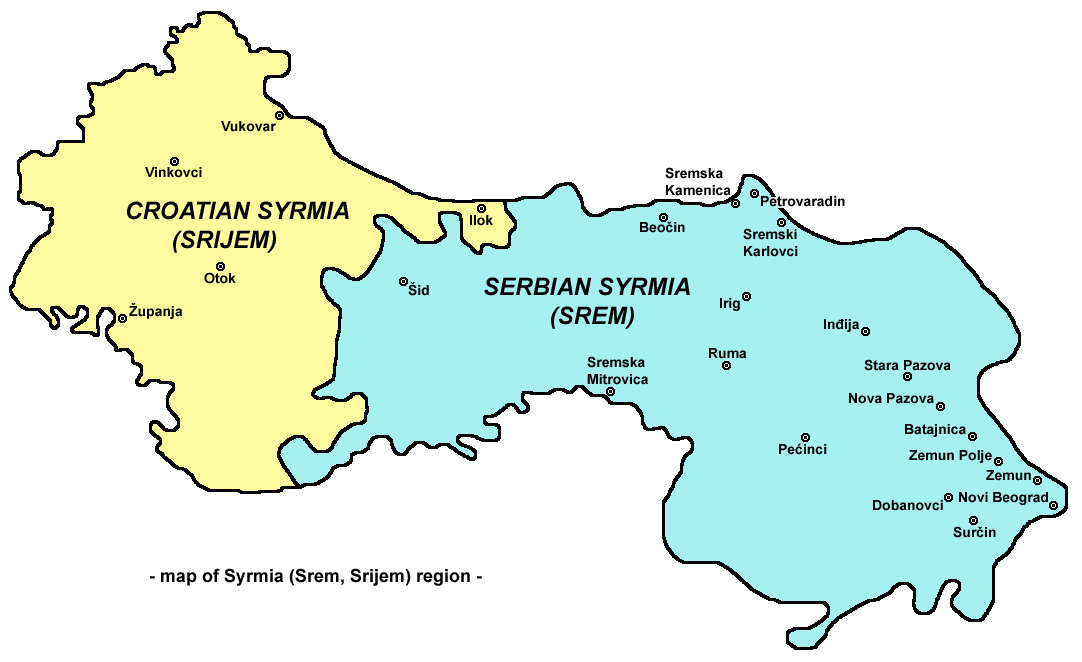
スレム地域の地図

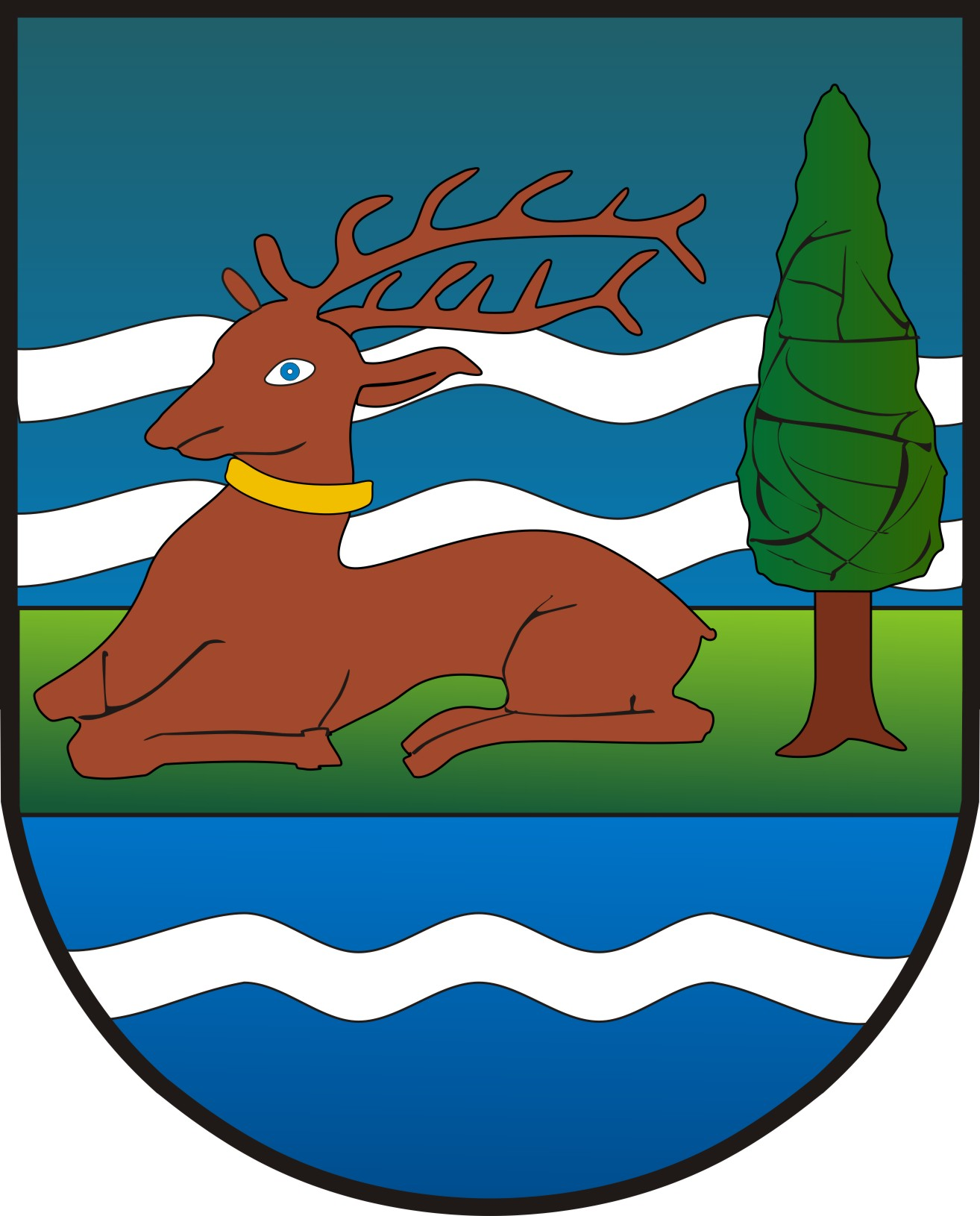
地域の紋章

スレム（セルビア語:Срем / Srem）、スリイェム（クロアチア語:Srijem）、セレームあるいはセレームシェーグ（ハンガリー語:Szerém, Szerémség）、シルミア（ラテン語:Syrmia）、シルミエン（ドイツ語:Syrmien）は、ヨーロッパ中部のパンノニア平原の一角を占める肥沃な平地であり、ドナウ川とサヴァ川に挟まれた地域を指す。1991年以降、この地域の東部はセルビア、西部はクロアチアの領土となっている。
セルビア領の部分のほとんどがヴォイヴォディナ自治州のスレム郡か南バチュカ郡の領域であり、一部がベオグラード市のゼムン、スルチンおよびノヴィ・ベオグラード（Novi Beograd）の各自治体の領域となっている。クロアチア領の部分はヴコヴァル＝スリイェム郡に含まれ、同国領土の東端を成している。

## 呼称
セルビア語標準形ではスレム（Срем / Srem）、クロアチア語標準形ではスリイェム（Srijem）と称される
他の言語でこの地方を表す呼称には、次のようなものがある。
- ラテン語: シルミア（Syrmia）、シルミウム（Sirmium）
- ドイツ語: シルミエン（Syrmien）
- ハンガリー語: セレームシェーグ（Szerémség、セレーム（Szerém）
- スロバキア語: スリエム（Sriem）
- パンノニア・ルシン語: スルィム（Срим）
- トルコ語: シレム（Sirem）
- ウクライナ語: スレム（Срем、スリム（Срім）、スルィム（Срим）
- フランス語: Syrmie

## 歴史

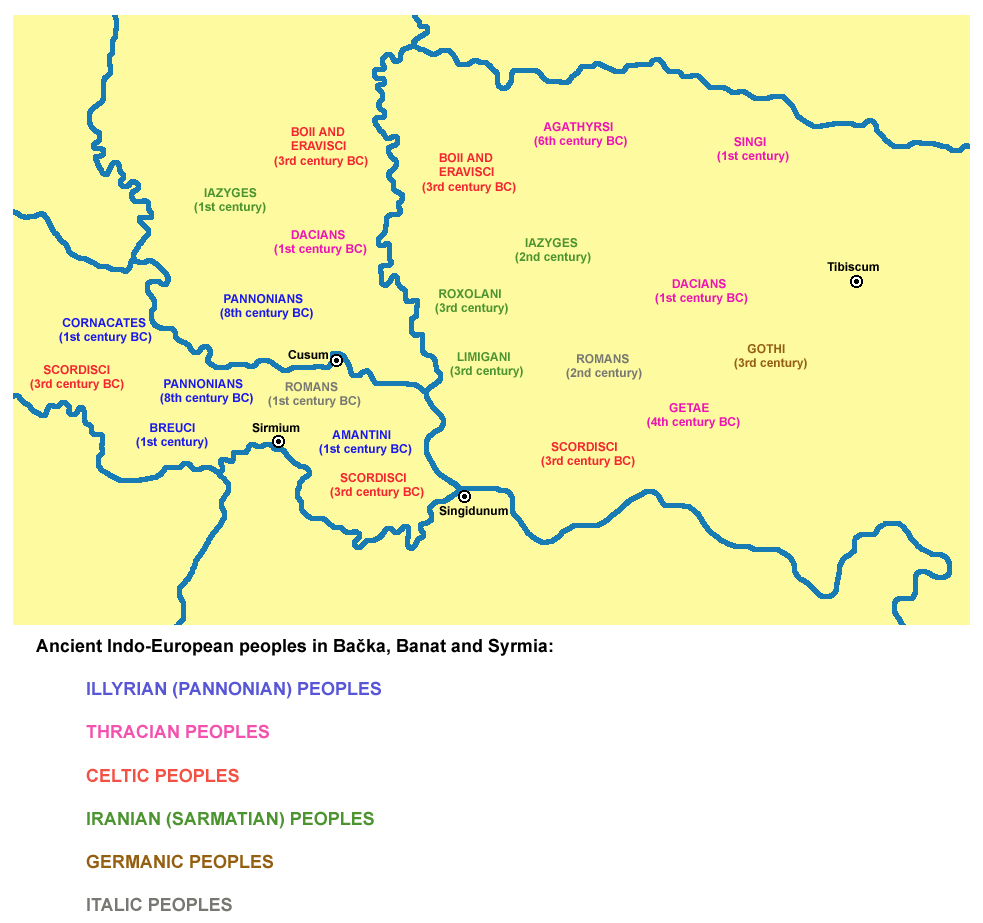
スレム地方における古代の印欧語族の人々の分布

歴史上、スレム地方はローマ帝国、フン族、アヴァール、ゲピド族、東ローマ帝国、フランク王国、ブルガリア帝国、パンノニア・クロアチア、ハンガリー王国、オスマン帝国、ハプスブルク君主国、オーストリア帝国、オーストリア＝ハンガリー帝国、セルビア人・クロアチア人・スロヴェニア人王国（のちにユーゴスラビア王国と改称）、ユーゴスラビア社会主義連邦共和国と、多くの支配者を経験してきている。ユーゴスラビア社会主義連邦共和国の統治下では、ジラス委員会（Ðilas Commission）によって1945年に東はセルビア人民共和国、西はクロアチア人民共和国の領土とされた。1992年の1月にクロアチアの独立が国際的に承認され、同年4月にはセルビア共和国とモンテネグロ共和国によるユーゴスラビア連邦共和国（通称新ユーゴ）が成立すると、クロアチアとセルビアの境界は国際的な国境となった。スレム地方の東側はセルビア領としてユーゴスラビア連邦共和国の領土の一部に組み込まれており、連邦は2003年に国家連合セルビア・モンテネグロへと再編された。2006年にはこの連合も解消され、それ以降は独立国となったセルビアの領土となっている。

### 古代
シルミアの呼称は古代都市シルミウムに由来しており、この町は今日のスレムスカ・ミトロヴィツァに相当する。シルミウムは紀元前3世紀に成立した当時はイリュリア人の町であり、紀元前1世紀にローマ帝国によって征服された。西暦紀元後6年、バトン（Baton）、ピネス（Pines）に率いられたイリュリア人の部族が、ローマの支配に対して反乱を起こした。

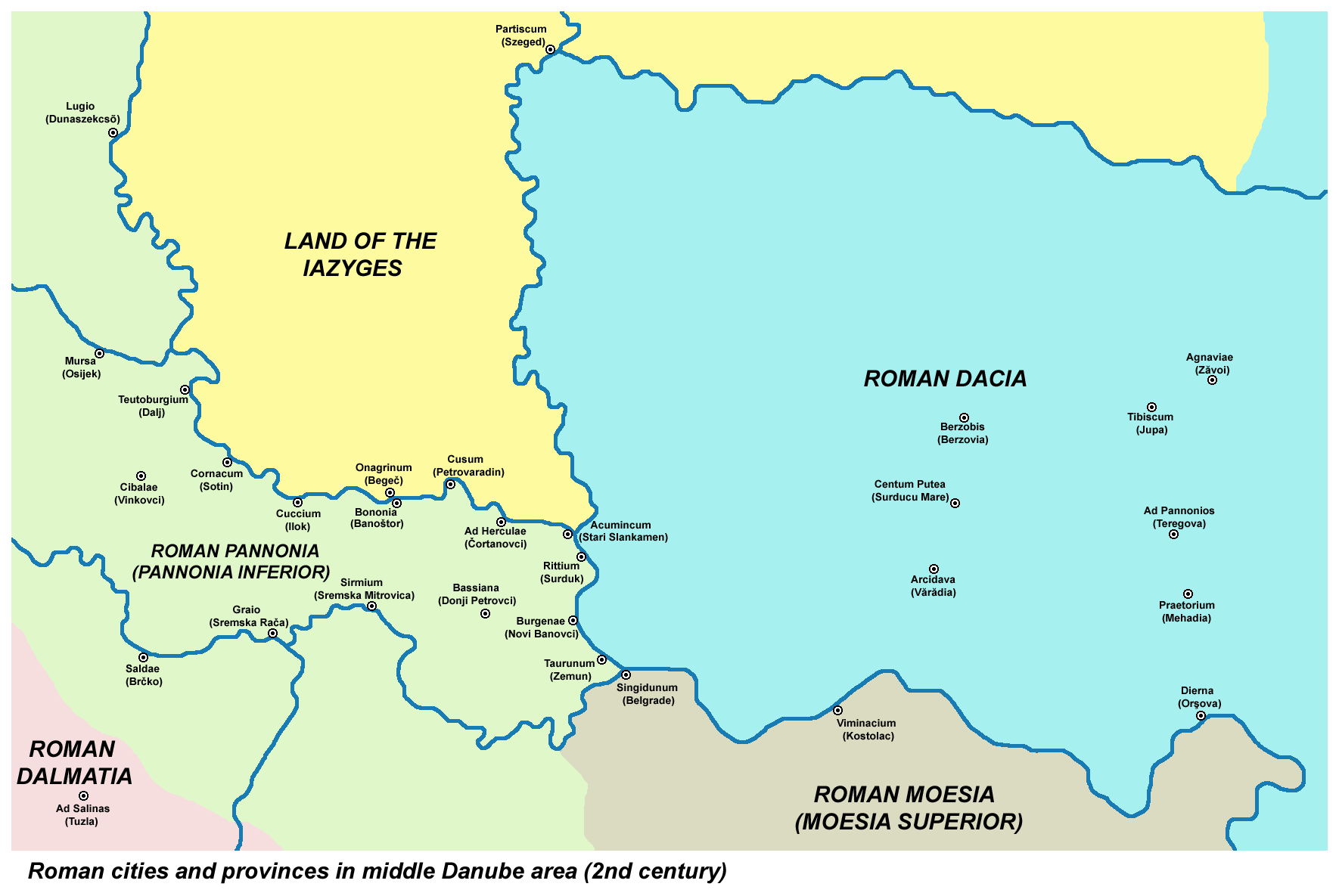
スレム地方のローマ都市

シルミウムはローマ帝国にとって重要な都市であった。この町はローマ帝国領パンノニアの経済的中心地であり、帝国の4つの首都の1つであった。10人のローマ皇帝がこの町やその周辺で生まれた。この10人とはヘレンニウス・エトルスクス（在位:227年-251年）、ホスティリアヌス（230年?-251年）、デキウス（249年-251年）、クラウディウス・ゴティクス（268年-270年）、クィンティッルス（270年）、ルキウス・ドミティウス・アウレリアヌス（270年-275年）、プロブス（276年-282年）、マクシミアヌス（285年-310年）、コンスタンティウス2世（337年-361年）、グラティアヌス（367年-383年）である。これらの皇帝はローマ化されたイリュリア人の出自である。ローマ帝国のパンノニア・セクンダ（Pannonia Secunda）州は、こんにちのスレム地方に加えてスラヴォニア、ボスニアの一部を含み、その州都はシルミウムに置かれた。

### 中世
6世紀には、スレムは東ローマ帝国のパンノニア州の一部となった。7世紀、スレムを支配したのはブルガール人のクベル（Kuber）であり、アヴァール人の臣下としてこの地を統治した。9世紀初頭、リュデヴィト・ポサヴスキ（Ljudevit Posavski）の反乱に地元のスラヴ人が乗じ、短い間彼の統治下となった。フランク人が反乱を鎮圧すると、彼らはスラヴ人に対する支配権を確立した。その後827年にブルガリア人によってフランク人は駆逐された。ブルガリア人は、リュデヴィト・ポサヴスキの反乱以前はこの地方のスラヴ人はブルガール人の従属民であったため、ブルガリアはこの地方の正当な所有者であるとして、フランク人との間で領土問題となっていた。後に両者の間で和平協定が結ばれ、スレムはブルガリアの所領となった。フルシュカ・ゴーラ山（Fruška Gora）の「フルシュカ」とは、「フランク人の」を意味するセルビア語・クロアチア語の「fruški」に由来しており、「フルシュカ・ゴーラ」は「フランク人の山」を意味している。

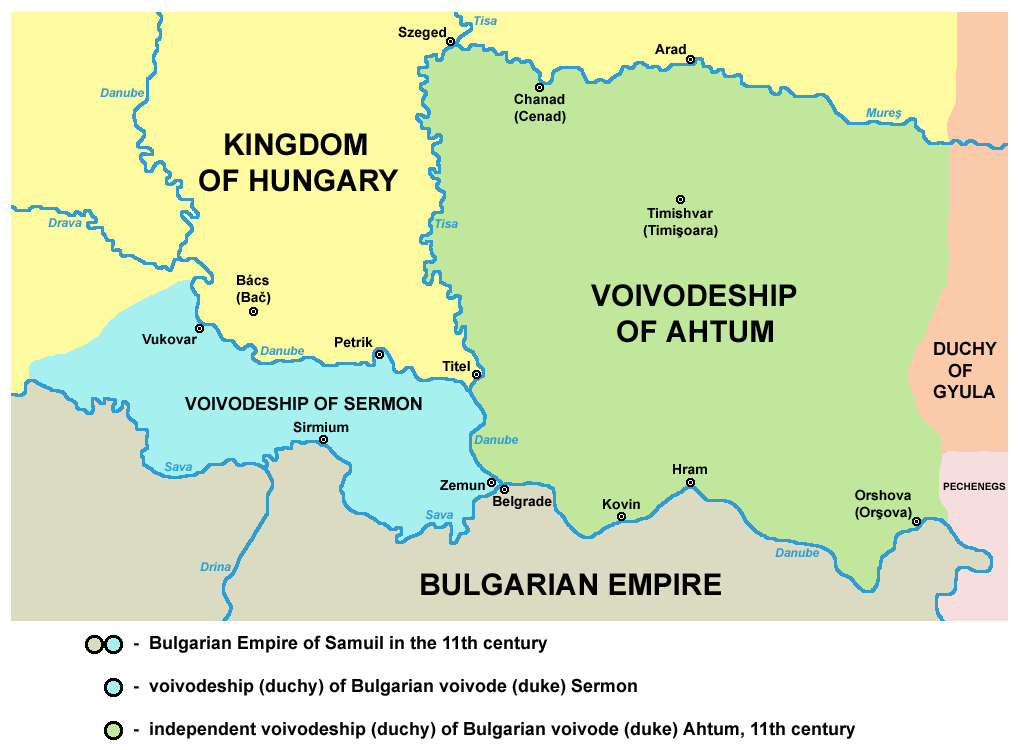
11世紀、ブルガリア帝国の公爵セルモンの所領

11世紀、スレムの支配者は第二次ブルガリア帝国の皇帝・サムイルの臣下である公爵セルモン（Sermon）であった。セルモンは、現在のスレムスカ・ミトロヴィツァにて、独自の金貨を発行した。ブルガリア帝国がビザンティン帝国に敗北すると、セルモンはビザンティンへの服従を拒否したため、ビザンティンの将軍コンスタンディノス・ディオゲニス（Constantine Diogenes）によって囚われ、殺害された。
セルモンの死後、スレム地方はビザンティン帝国の領域に組み込まれたが、帝国による実効支配がどの程度まで及んでいたのかははっきりしていない。シルミウム・テマが短期間の間設置されており、同テマには現在のスレムとマチュヴァ（Mačva）を含んでいた。12世紀にこの地方はハンガリー王国によって征服された。1229年3月3日付けの大勅書のなかで、ローマ教皇・グレゴリウス9世は、シルミアがハンガリーの所領となったことを確認したことが記されている。

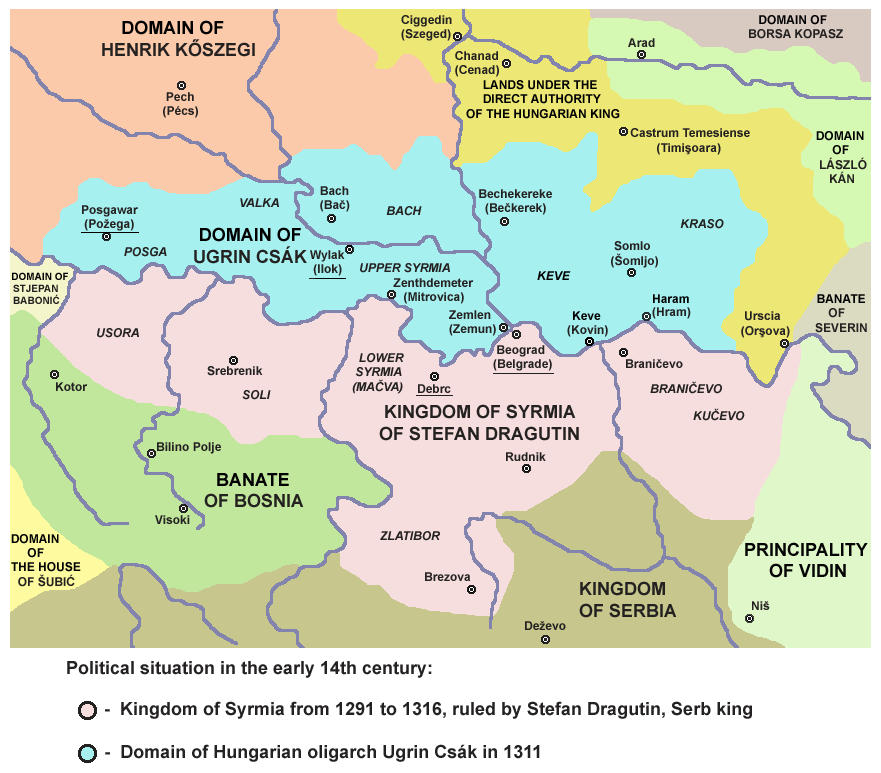
14世紀、ステファン・ドラグティンとチャーク・ウグリンの所領。

1231年にシルミアを支配していたのはハンガリー貴族のジレ家（Giletus）であったことが記されている。13世紀にシルミアの西部がヴコヴァルとして分離された。1282年、セルビア王国の王ステファン・ドラグティン（Stefan Dragutin）は、王位を弟のステファン・ウロシュ2世ミルティンに譲り、以降から1316年までの間、スレム地方の王として君臨した。この国はスレム王国と通称され、セルビアの北部、マチュヴァ（Mačva）、ウソラ（Usora）、ソリ（トゥズラ）、スレム地方東部などを領域としていた。その首都はデブルツ（Debrc、ベオグラードとシャバツの間）に置かれていた。この時代、シルミア（スレム）とよばれた地方は上スレム（現在のスレム）と下スレム（現在のマチュヴァ）に分かれていた。一方、スレム西部の町イロク（Ilok）は、1311年にハンガリー貴族チャーク・ウグリン（Ugrin Csák）が死去するまで、彼の所領の中心地であった。
ステファン・ドラグティンははじめ、ハンガリー王の臣下であったが、やがてハンガリー王国の中央の力が弱まると、ステファン・ドラグティン、チャーク・ウグリンはどちらも事実上の独立君主となった。ステファン・ドラグティンは1316年に死去し、その息子ステファン・ヴラディスラヴ2世（在位:1316年 - 1325年、Stefan Vladislav II）がその後を継いだ。また、この間の1311年にチャーク・ウグリンは死去した。ステファン・ヴラディスラヴ2世は、1324年にセルビア国王ステファン・ウロシュ3世デチャンスキに打ち負かされ、それ以降、下スレムはセルビア王国とハンガリー王国の領有権争いの的となった。上スレムは1311年以降、ハンガリー国王の所領となり、その西部（ヴコヴァル郡）は後にスラヴォニア・バノヴィナに統合された。

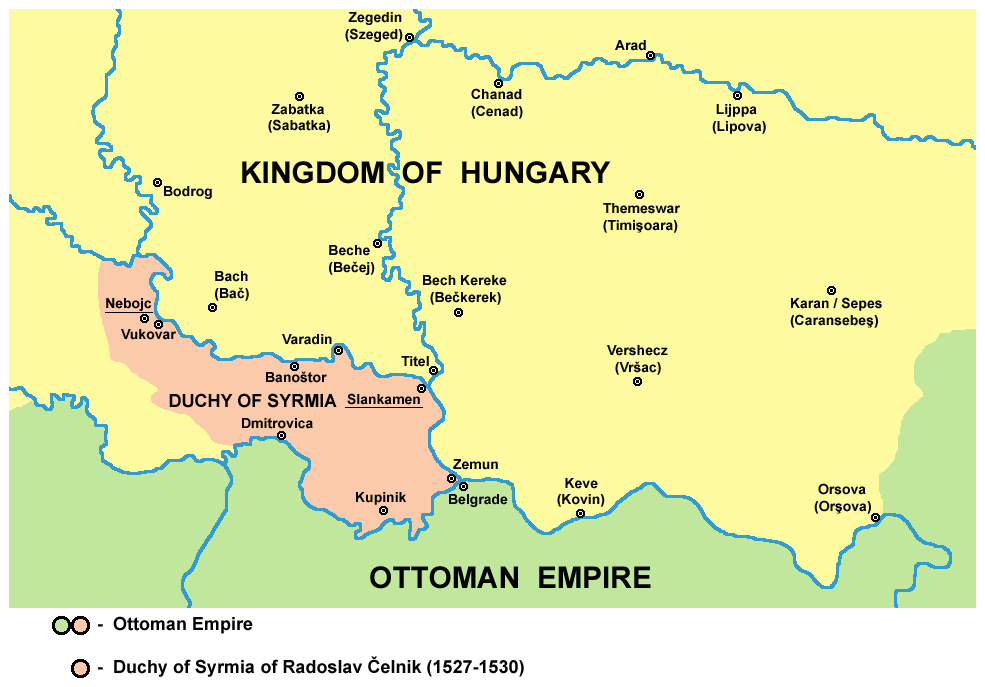
1527年から1530年にかけてのシルミア公ラドスラヴ・チェルニクの所領

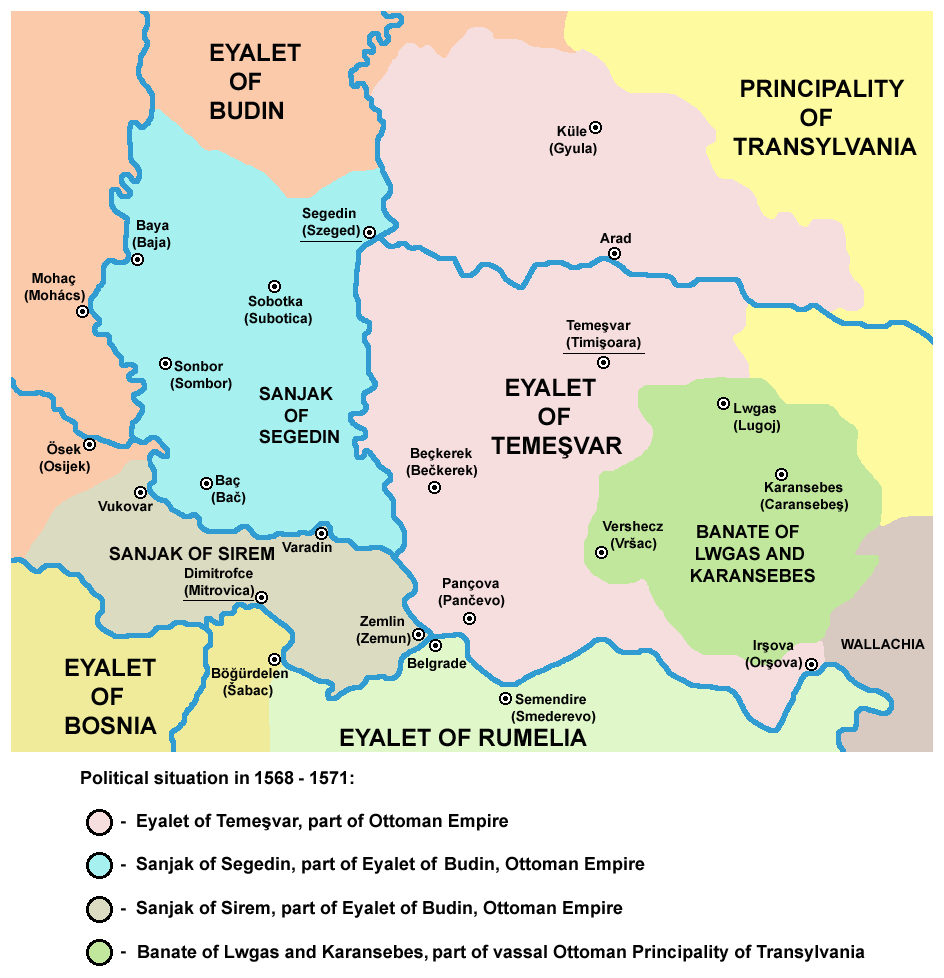
1568年から1571年にかけてのオスマン帝国のシレム・サンジャク

1404年、ハンガリーの王ジギスムントは、スレムの一部をセルビアの領主ステファン・ラザレヴィッチ（Stefan Lazarević）に貸与し、後にこれはジュラジ・ブランコヴィッチ（Đurađ Branković）に継承された。セルビアがオスマン帝国に征服された1459年以降、ハンガリーはブランコヴィッチ家（Branković）への領地の貸与を更新し、後にベリスラヴィッチ家（Berislavić）へと引き継がれ、オスマン帝国に征服されるまでスレム地方の大部分を統治した。この領地は名実ともにハンガリー王国の一部をなしていた。領地の首府はクピニク（Kupinik、クピノヴォ）に置かれた。領地を統治した専制公は、それぞれ次の通りである:ヴク・グルグレヴィッチ（Vuk Grgurević、1471年 - 1485年）、ジョルジェ・ブランコヴィッチ（Đorđe Branković、1486年 - 1496年）、ヨヴァン・ブランコヴィッチ（Jovan Branković、1496年 - 1502年）、イヴァニシュ・ベリスラヴィッチ（Ivaniš Berislavić、1504年 - 1514年）、ステヴァン・ベリスラヴィッチ（Stevan Berislavić、1514年 - 1535年）。この地方を治めた最後の大公ステヴァン・ベリスラヴィッチは、クピニクがオスマン帝国に征服されたため、スラヴォニアに移った。スレムを治めたこの他の重要人物として、イロクを拠点に、スレム地方に広汎な領地を持ったシルミア公ウーイラキ・ミクローシュ（1477年 - 1524年、Újlaki Miklós）がいる。

### 近世
スレムの一部は1521年に、そして1538年には全部がオスマン帝国の支配下となった。1527年から1530年にかけて、シルミア公の座にあったラドスラヴ・チェルニク（Radoslav Čelnik）は、オスマン帝国の臣下としてこの地を支配した。オスマン帝国支配下では、この地方を統治する行政単位としてシレム・サンジャク（Sanjak of Syrmia）が設置された。

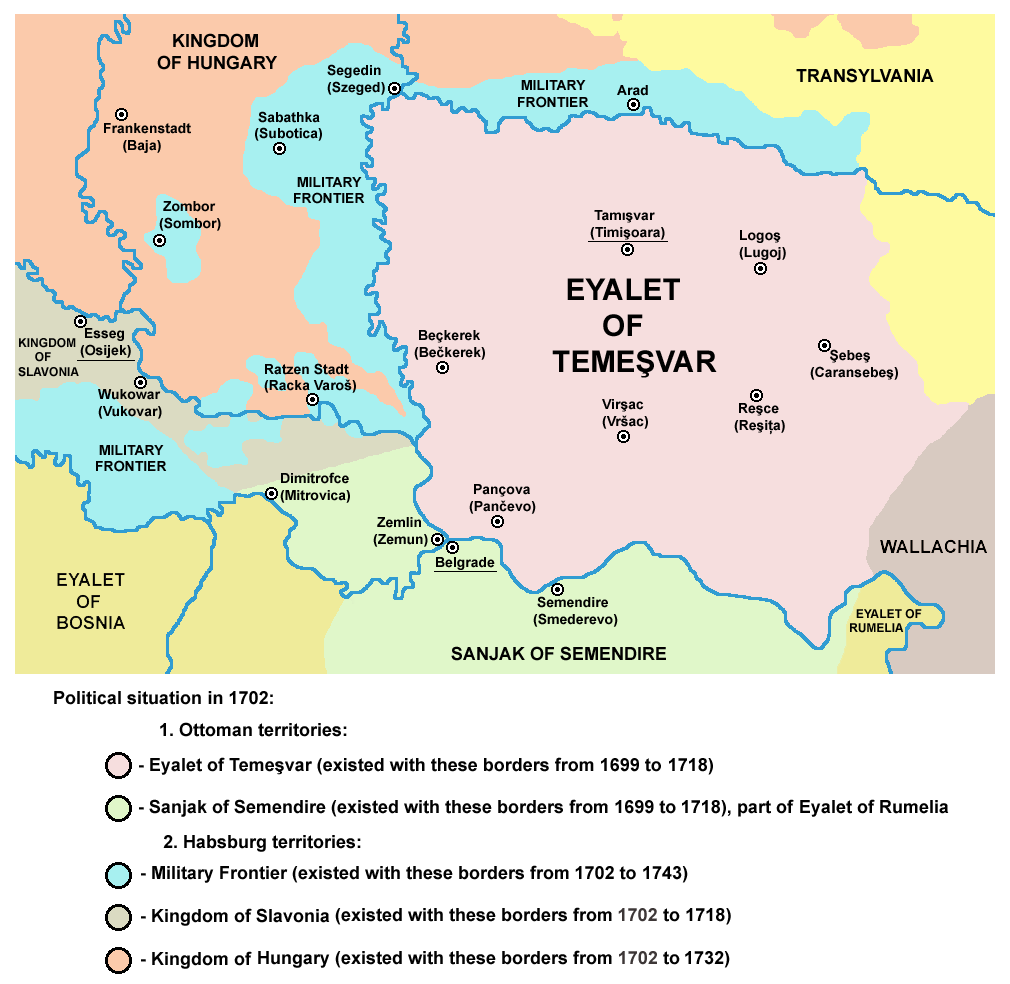
1699年のハプスブルクとオスマン帝国の境界

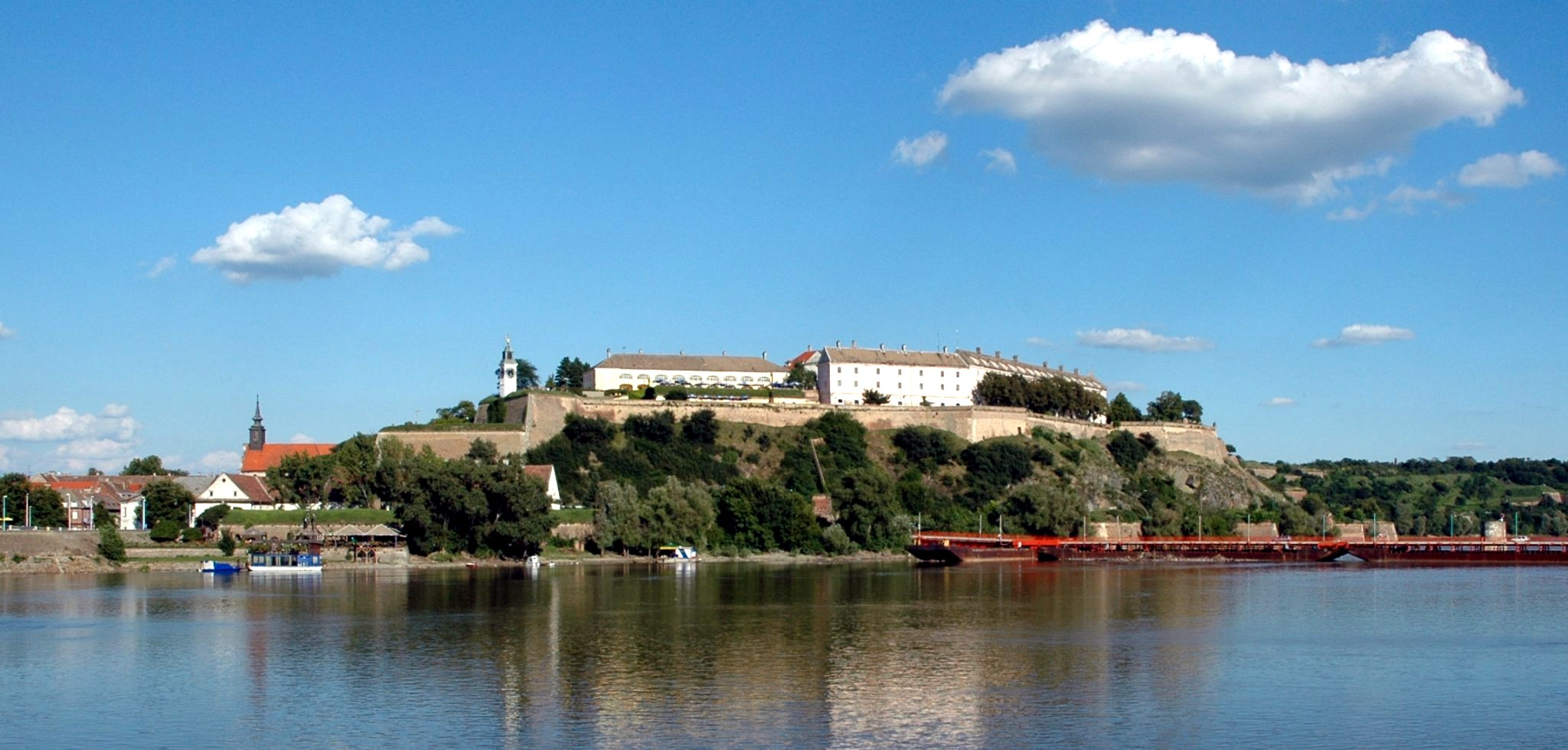
ドナウ川のほとりに築かれたペトロヴァラディン要塞

ハプスブルク君主国は1699年から1718年の間、スレムを支配下に収め、その全体を軍政国境地帯に組み込んだ。1745年、ハプスブルク君主国の領邦であるスラヴォニア王国の一部として、セレーム県（County of Syrmia）が設けられた。この地には主にセルビア人やクロアチア人が住んでおり、1790年の資料によると、スラヴォニア王国の住民は46.8%がセルビア人、45.7%がクロアチア人、6.8%がマジャル人、0.7%がドイツ人となっている。スレムの南部はその後も軍政国境地帯の一部にとどめ置かれた。

### 近現代
1807年、ティツァンの反乱（Tican's Rebellion）と呼ばれる大規模な農民の反乱が起こった。反乱はルマ（Ruma）、イロク（Ilok）の領地、およびヴォガニ（Voganj）の村の中心から始まった。1848年革命に際して「セルビア人のヴォイヴォディナ」（Serbian Voivodship）と呼ばれる、オーストリア帝国傘下の自治州が形成され、スレムの大部分がここに含まれた。革命後の1849年から1860年まで、その北部（イロクおよびルマ自治体の領域）はセルビア人のヴォイヴォディナおよびテメシュバール・バナト（Voivodship of Serbia and Tamiš Banat）という独自のオーストリア皇帝直轄領となった。

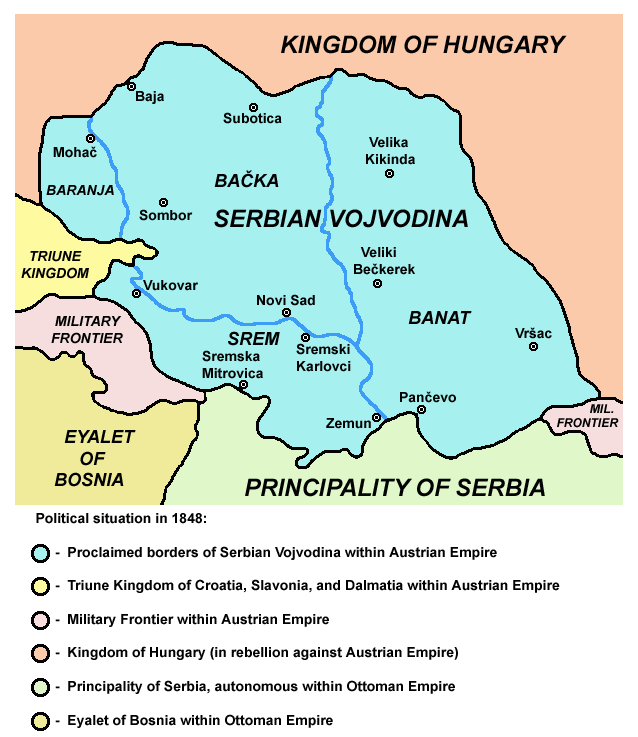
1848年に設置が宣言されたセルビア・ヴォイヴォディナの州境。スレムの大部分がこれに含まれている

1881年にクロアチア・スラヴォニア王国の一部として設置されたセレーム県の範囲

1860年にはこの自治領域が廃止され、再びセレーム県としてスラヴォニア王国の一部となり、クロアチア三位一体王国を構成した。この際に皇帝の直轄から、君主国内のハンガリー王国管轄下へ移行する。スラヴォニア王国はその後、1867年のアウスグライヒ及び1868年のナゴドバの結果クロアチア＝スラヴォニア王国として再編され、ハンガリー王冠領を構成する自治王国となった。
1918年10月29日、スレム地方は新たに建国されたスロベニア人・クロアチア人・セルビア人国の一部となった。11月24日にはスレムの県議会はセルビア王国への編入を決議した。1918年12月1日、セルビア人・クロアチア人・スロヴェニア人国はセルビア王国と統合され、セルビア人・クロアチア人・スロヴェニア人王国（後にユーゴスラビア王国）となった。
度重なる地方行政区分の変更により、1918年から1922年まではスレム郡、1922年から1929年まではスレム州が置かれた。1929年の改革で国号が「ユーゴスラビア」に改められ、地方行政区分も大幅に変更されたとき、スレムはドナウ州（Danube Banovina）とドリナ州（Drina Banovina）の一部となった。1931年の州境変更で、スレムはドナウ州とサヴァ州（Sava Banovina）に分割された。1939年、スレム西部は新設されたクロアチア自治州（Banovina of Croatia）の一部となった。

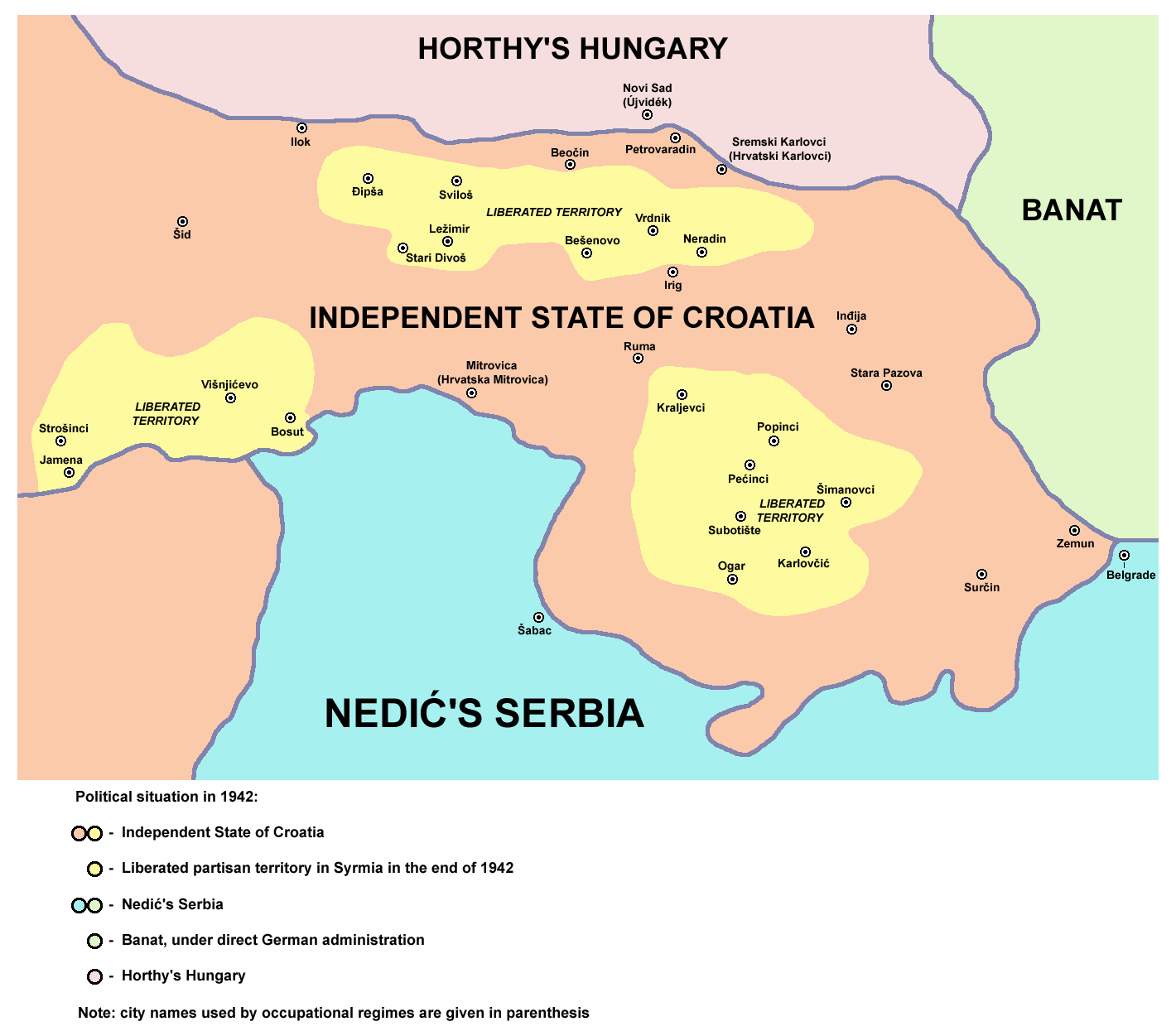
1942年、枢軸国と戦うパルチザンによって解放された地域

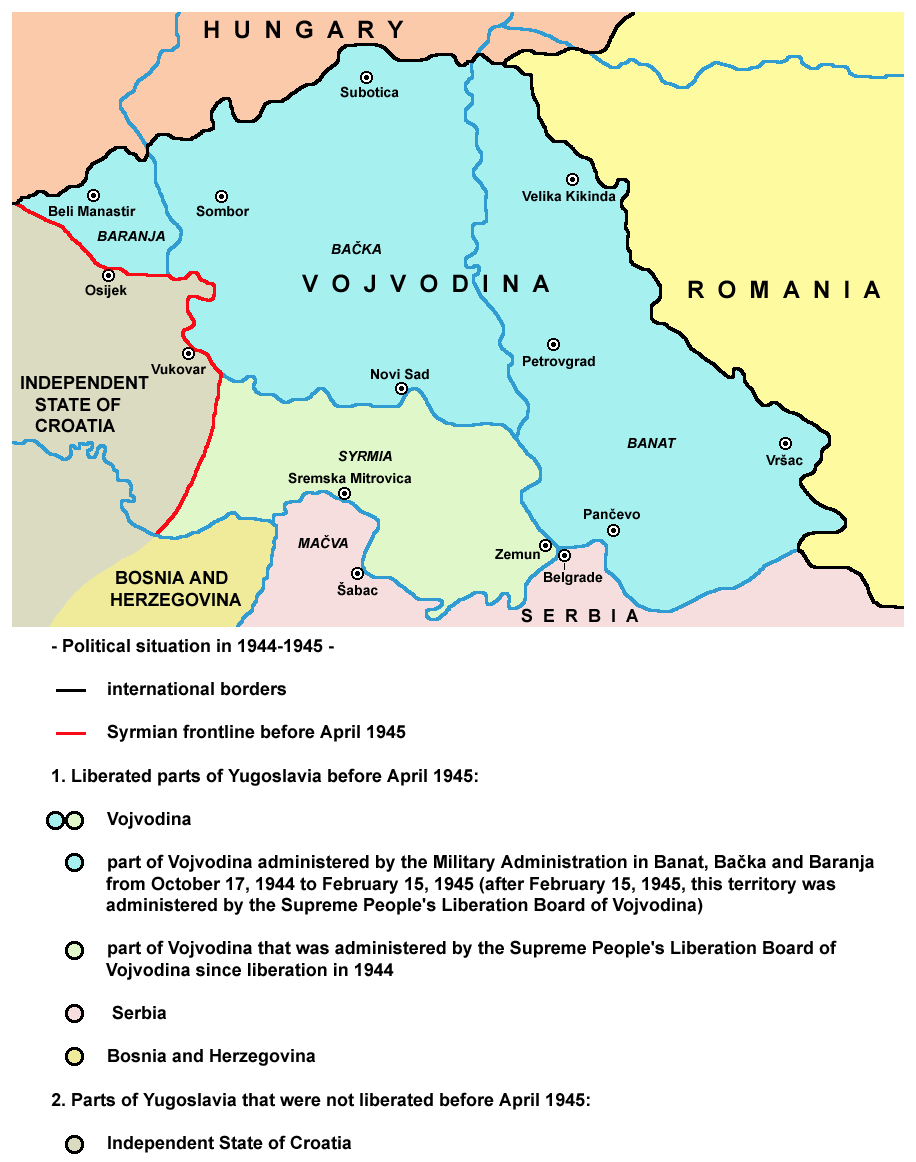
1944年から1945年にかけて、スレム地方における枢軸国（クロアチア独立国）との前線

1941年、第二次世界大戦の枢軸国がユーゴスラビアを制圧すると、スレム地方は全域が「クロアチア独立国」の領土とされた。1945年に新しくユーゴスラビア民主連邦共和国が設立されると、スレム東部（かつてドナウ州に属していた部分）はセルビア人民共和国の領土とされ、バチュカ、バナトとともにヴォイヴォディナ自治州に組み込まれた。またスレム西部はクロアチア人民共和国の領土とされた。

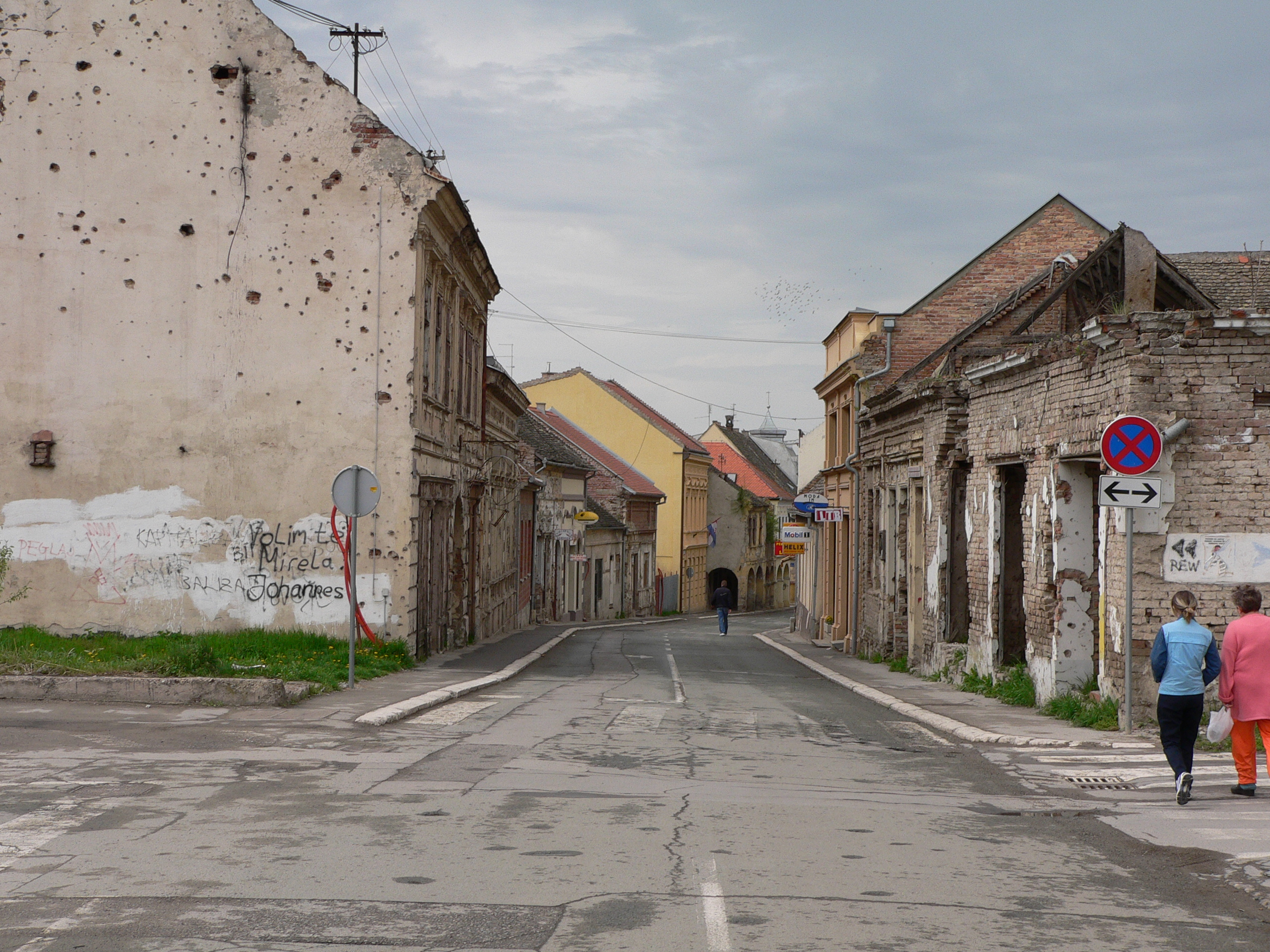
1991年から始まったクロアチア紛争では、ヴコヴァルは激戦地となった。

1991年にクロアチアが独立を宣言すると、クロアチア領に住むセルビア人はスレム西部の一部を領域とする自治州の設置を宣言した。自治州は東スラヴォニア・バラニャおよび西スレム・セルビア人自治州と呼ばれ、1991年に建国が宣言されたクライナ・セルビア人共和国の一部となった。クライナ・セルビア人共和国の建国は、クロアチア政府が同国におけるセルビア人の地位を「主要民族」から「少数民族」に変更したことに反発したものである。この決定は3分の2を超える賛成で可決されたものであり、クロアチア国民全てに市民権を保証したものであったが、セルビア人の側から見れば、彼らに与えられた「主要民族」の地位を剥奪するこの決定は違法なものであり、クライナの建国はセルビア人の権利を守るために合法化されるものと考えられた。1995年の嵐作戦によってクロアチア軍がクライナ・セルビア人共和国の西部の領土を制圧すると、残された東スラヴォニア・バラニャ・西スレム地域は、国際連合東スラヴォニア・バラニャおよび西スレム暫定統治機構へと引き継がれ、1998年に平和的にクロアチア領へと再統合された。

## 住民

### 1437年
1437年、スレムの大部分はセルビア人の居住地であった。

### 1857年
1857年の国勢調査によると、スレムの民政地域の人口の59.4%はセルビア人であり、軍政地域（ペトロヴァラディン地区）の63.2%はセルビア人であった。2番目に多いのはクロアチア人、その他にはドイツ人やマジャル人などが居住していた。

### 1910年
1910年の国勢調査によると、スレム（セレーム県）の人口は414,234人であり、その民族別の内訳は以下のとおりである:
- 183,109人（44.20%） - セルビア語の話者
- 106,198人（25.64%） - クロアチア語の話者
- 68,086人（16.44%） - ドイツ語の話者
- 29,522人（7.13%） - ハンガリー語の話者
- 13,841人（3.34%） - スロバキア語の話者
- 4,642人（1.12%） - パンノニア・ルシン語の話者
- その他

### 1931年

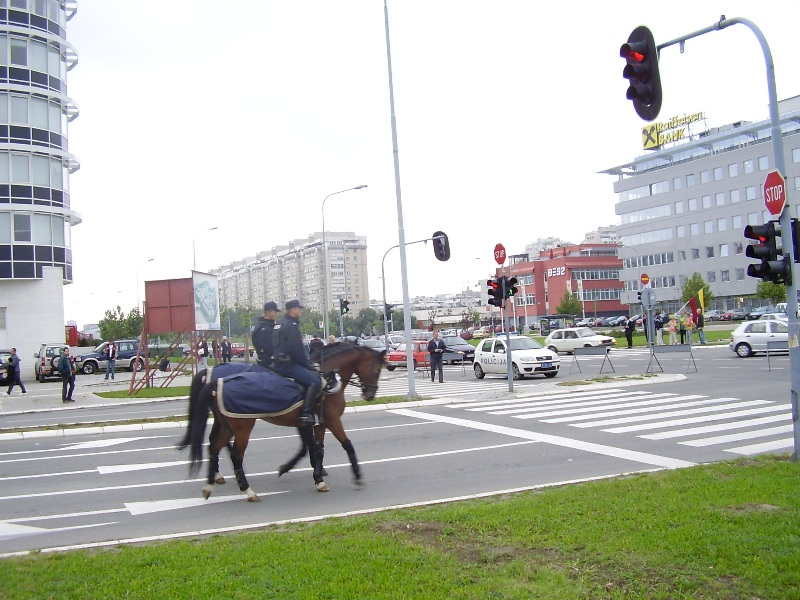
ベオグラード市、ノヴィ・ベオグラード区

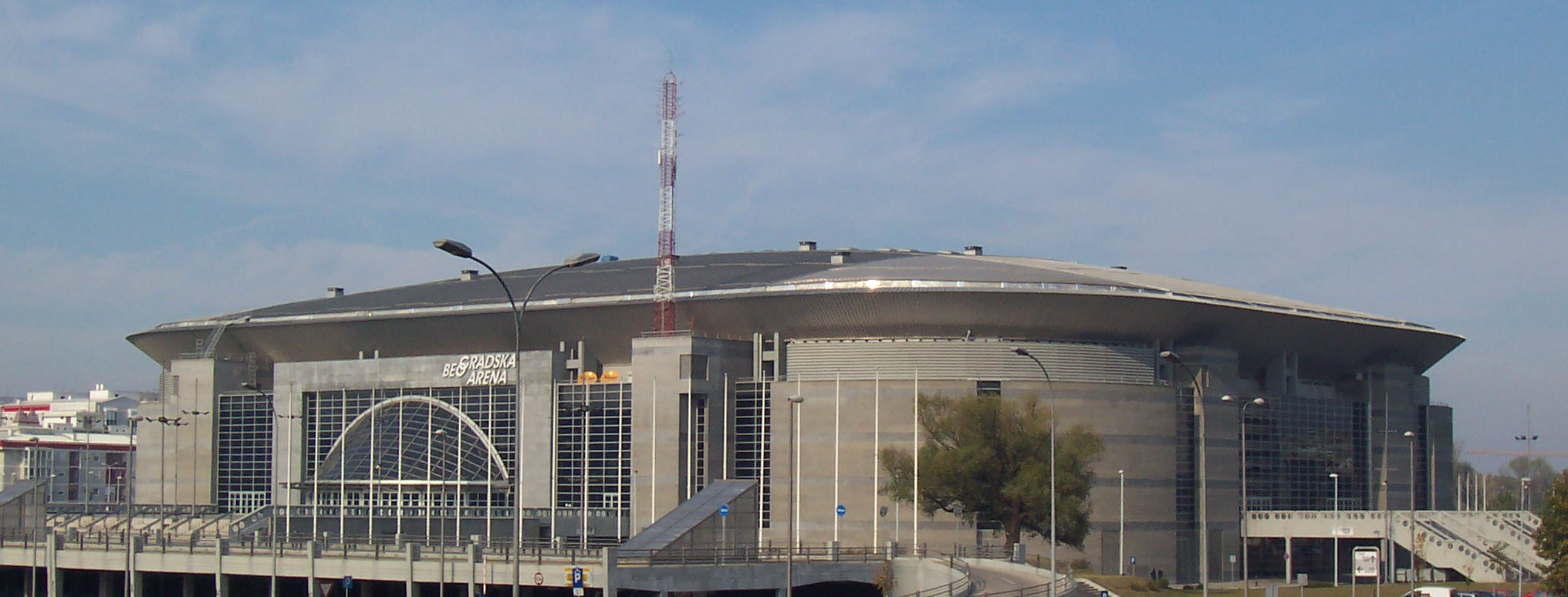
ノヴィ・ベオグラード区のベオグラード・アリーナ

1931年のスレムの人口は以下の通りである:
- 210,000人 - セルビア人
- 117,000人 - クロアチア人
- 68,300人 - ドイツ人
- 21,300人 - マジャル人
- 15,300人 - スロバキア人
- 5,300人 - ウクライナ人

### 1971年
1971年、スレムのセルビア側部分からベオグラード市に属する部分を除いた地域（＝ヴォイヴォディナ自治州の部分）の人口は、以下の通りである:

- 228,609人（72.84%） - セルビア人
- 38,389人（12.23%） - クロアチア人
- 14,056人（4.48%） - スロバキア人
- 9,376人（2.99%） - マジャル人
- 9,086人（2.89%） - ユーゴスラビア人
- 3,403人（1.08%） - パンノニア・ルシン人
- 1,512人（0.48%） - ウクライナ人
- 1,400人（0.44%） - モンテネグロ人
- 1,065人（0.34%） - スロベニア人
- 1,023人（0.33%） - マケドニア人
- その他

### 2001年 / 2002年
2002年のセルビアの国勢調査によると、セルビア領のスレムには790,697人が居住しており、その内訳は以下の通りである:
- 668,745人（84.58%） -  セルビア人
- その他（クロアチア人、スロバキア人、パンノニア・ルシン人、マジャル人など）

2001年のクロアチアの国勢調査によると、同国のヴコヴァル＝スリイェム郡には204,768人が居住しており、その内訳は以下の通りである:
- 160,277人 - クロアチア人 (78.27%)
- 31,644人 - セルビア人 (15.45%)
- 2,047人 - マジャル人 (1%)
- 1,796人 - パンノニア・ルシン人 (0.88%)
- 1,338人 - スロバキア人 (0.65%)

## 地理

### 境界

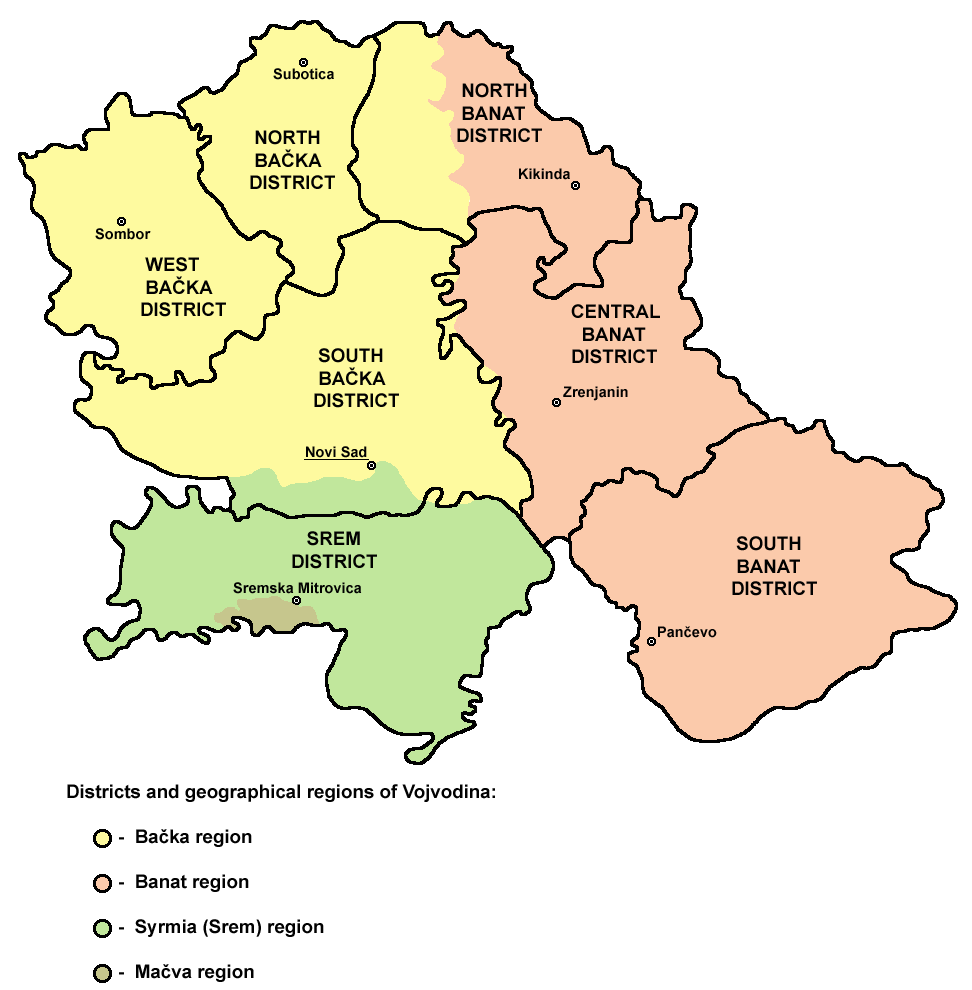
セルビア、ヴォイヴォディナ自治州のヴォイヴォディナのスレム郡

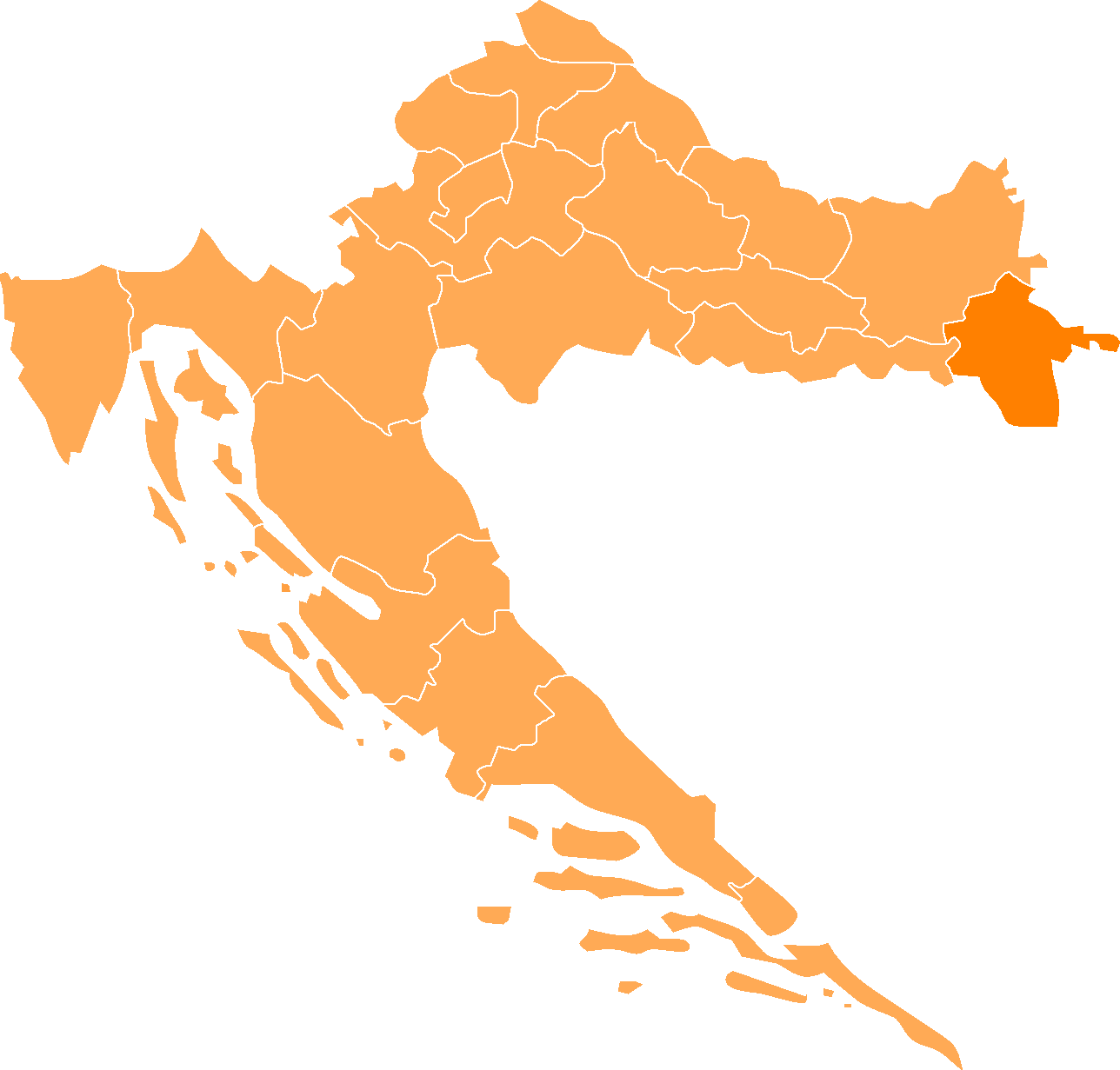
クロアチアのヴコヴァル＝スリイェム郡

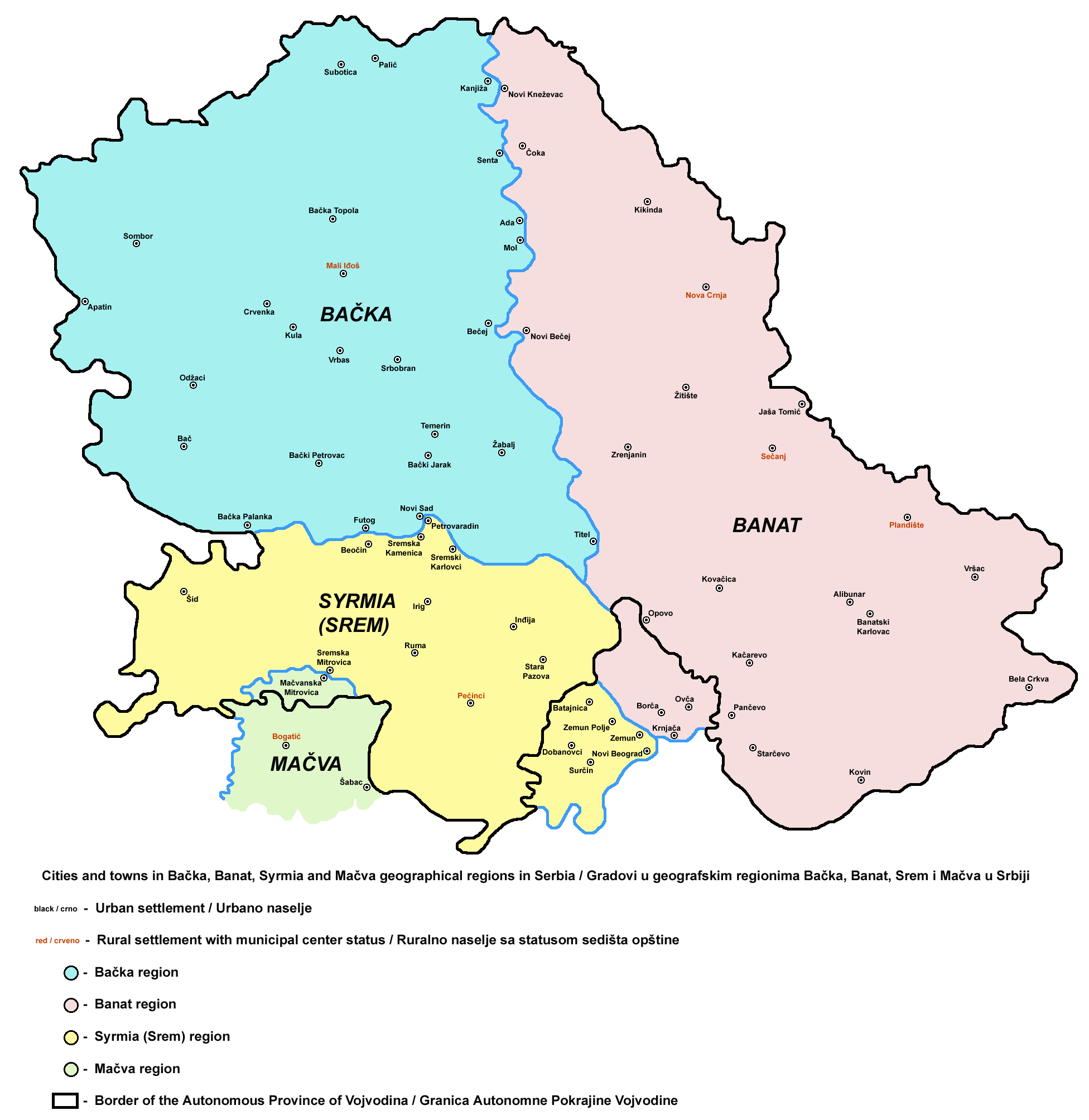
セルビア領スレム（左下の黄色部分）。太枠はヴォイヴォディナ自治州を表す

現在のスレムを2分する国際国境は、1945年のジラス委員会によって策定されたものであり、ユーゴスラビア連邦を構成するクロアチア人民共和国と、セルビア人民共和国のヴォイヴォディナ自治州の国境として定められたものである。モンテネグロ人のミロヴァン・ジラス（Milovan Đilas）が、ユーゴスラビアの指導者ヨシップ・ブロズ・ティトーらとともに民族分布に基づいて国境を定めたものであり、このためセルビア側にせり出した格好になっているクロアチア領のイロク（Ilok）や、逆にクロアチア側にせり出しているセルビア領のシド（Šid）に見られる、入り組んだ国境線が描かれている。しかし、1945年に定められた国境は概ね、ユーゴスラビア王国のドナウ州とサヴァ州の州境に基づいている。
セルビアとクロアチアの国境の間には、大きくせり出して3方を国境に囲まれている箇所がおおきく2つあり、セルビア領に囲まれたクロアチア領のイロクと、クロアチア領にかこまれたセルビア領のヤメナ（シド自治体、Jamena）がある。

### 隣り合う地域
- バチュカ（北）、ドナウ川の北
- バナト（西）、ドナウ川の西
- シュマディヤ（南東）、サヴァ川の南
- マチュヴァ（南）サヴァ川の南
- センベリヤ（南西）、サヴァ川の南
- スラヴォニア（西）スラヴォニアとスリイェム（スレム）の境界は明確ではない。概ねヴコヴァル、ヴィンコヴツィ、ジュパニャあたりを境とするものや、ボスト川（Bosut）、バリツァ川（Barica）、ヴカ川（Vuka）を境とするものがある。

### 都市
スレム / スリイェムの主な都市には、以下のようなものがある:
- セルビア・ベオグラード市
  - ノヴィ・ベオグラード区（Novi Beograd） - 217,180人
  - ゼムン区 - 146,172人
  - スルチン区（Surčin） - 14,209人
  - ドバノヴツィ区（Dobanovci） - 8,114人
- セルビア・ヴォイヴォディナ自治州
  - スレムスカ・ミトロヴィツァ（Sremska Mitrovica） - 39,041人
  - ルマ（Ruma） - 32,125人
  - インジヤ - 26,244人
  - スタラ・パゾヴァ（Stara Pazova） - 18,628人
  - シド（Šid） - 16,301人
  - ペトロヴァラディン - 13,917人
  - スレムスカ・カメニツァ（Sremska Kamenica） - 11,140人
  - スレムスキ・カルロヴツィ - 8,839人
  - ベオチン（Beočin） - 8,037人
  - イリグ（Irig） - 4,854人
- クロアチア
  - ヴィンコヴツィ - 33,239人
  - ヴコヴァル - 30,126人
  - ジュパニャ - 13,775人
  - イロク（Ilok） - 5,897人

ペトロヴァラディン、スレムスカ・カメニツァ、スレムスキ・カルロヴツィ、ベオチンは、ドナウ川の南にあり、地理的にはスレムに区分されるが、南バチュカ郡に属している

### 山地

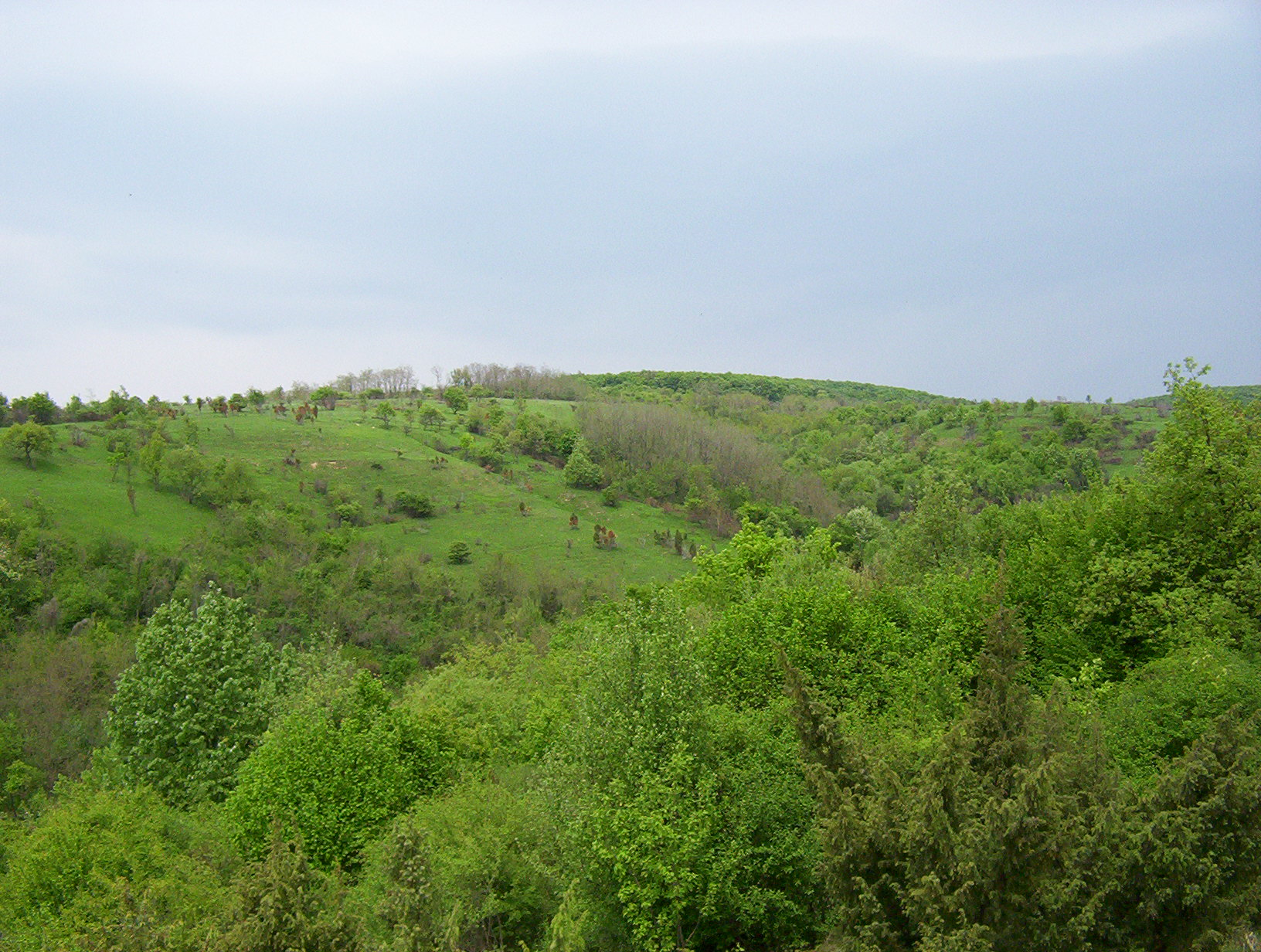
フルシュカ・ゴーラ

スレムの主要な山地にはフルシュカ・ゴーラ（Fruška Gora）があり、その最高峰は標高539メートルのツルヴェニ・チョト（Crveni Čot）である。

## 関連項目

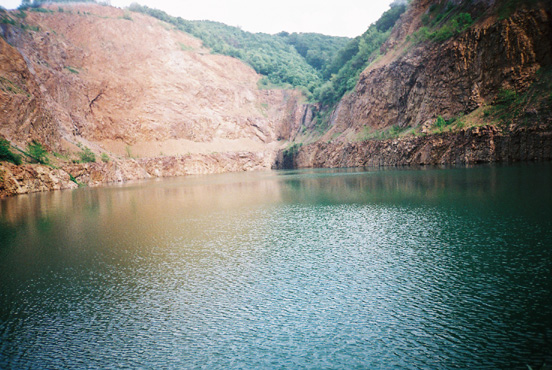
レディンツィ湖（Lake of Ledinci）

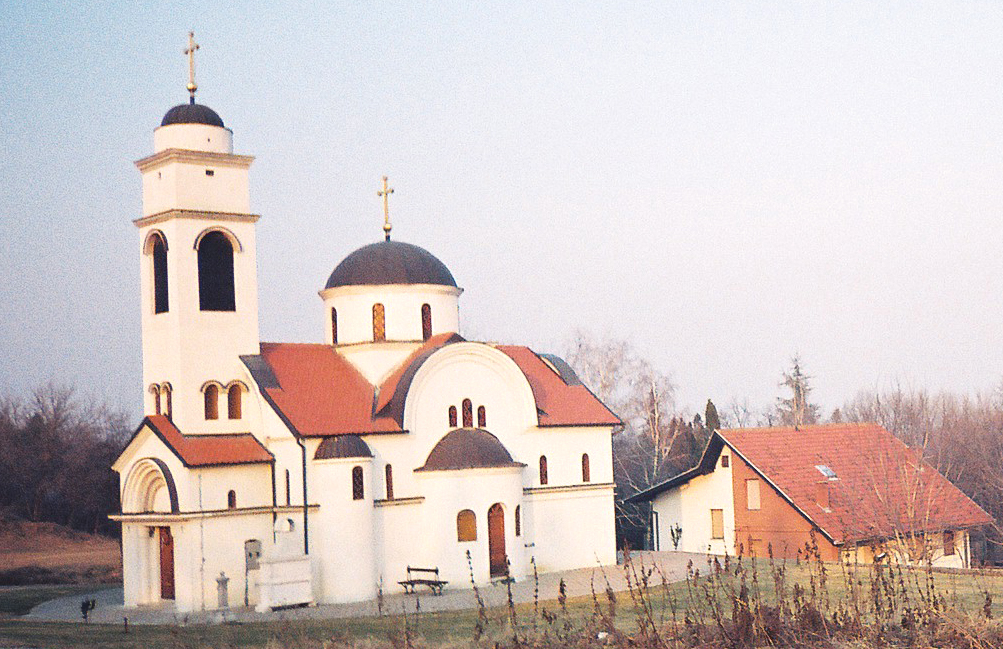
レディンツィ（Ledinci）の正教会の聖堂